# 圧縮センシング
圧縮センシング（英語: Compressed Sensing）とは、観測対象データがある表現空間では「スパース(疎)」であると仮定して、必要とする未知数の数よりも少ない観測データから、ある条件の下で対象を復元する手法。

## 歴史
近年、ランダムな成分を持つ観測マトリクスの場合に復元可能であることが情報理論分野において示され、さらに、観測データをランダムサンプリングできるMRIはCSのよい適用となっていることが示された。スタンフォード大学エマニュエル・キャンデス（Emmanuel Candes）教授とカリフォルニア大学ロサンゼルス校テレンス・タオ（Terence Tao）教授が開発した。
医用画像に関しての応用は、2007年のカリフォルニア大学バークレー校准教授のMichael Lustigらのグループによる研究を契機として急速に広がった。近年ではGraphics Processing Unit(GPU)の性能向上に伴い、超解像化等、様々な分野に普及しつつある。

## 基本原理
圧縮センシングは以下の3つの要素によって構成される。
- スパース表現：信号はある基底において多くの係数がゼロまたは無視できるほど小さい（疎な）表現が可能である。
- ランダム測定：観測は信号空間をランダムに投影することで取得される。
- 再構成アルゴリズム：L1ノルム最小化などの手法により、少数の測定から元のスパース信号を再構成する。

## 用途
- 医用画像 - MRIやX線CTでの撮像の高速化、解像度の向上[6][7]
- 天文学 - 解像度の向上
- 画像処理 - 超解像技術によるピンボケ画像の先鋭化

## 文献
- Ian L.Pykett (2007-12). “Sparse MRI: The application of compressed sensing for rapid MR imaging”. Magnetic Resonance in Medicine 58 (6):  1182–1195. doi:10.1002/mrm.21391.
- Yonica C. Eldar and Gitta Kutyniok(Eds.): Compressed Sensing: Theory and Applications, Cambridge University Press, ISBN 978-1-107-00558-7 (2012).
- 芦野隆一「圧縮センシングの基礎とその研究動向」『システム/制御/情報: システム制御情報学会誌』第55巻第3号、2011年、88-93頁、doi:10.11509/isciesci.55.3_88。
- 小久保潤、伊藤聡志、山田芳文「圧縮センシングを導入した MR 高速撮像における GPU 利用による再構成の高速化」『Medical Imaging Technology』第30巻第2号、日本医用画像工学会、2012年、115-122頁、doi:10.11409/mit.30.115、ISSN 0288-450X。
- 三村和史「圧縮センシング : 疎情報の再構成とそのアルゴリズム (時間周波数解析の理論とその理工学的応用)」『数理解析研究所講究録』第1803巻、京都大学数理解析研究所、2012年8月、26-56頁、CRID 1050845760735314944、hdl:2433/194371、ISSN 1880-2818。
- 伊藤聡志、et al.「GPU を用いた三次元 MRI 圧縮センシング再構成の高速化」『Medical Imaging Technology』第31巻第3号、2013年、167-175頁。
- 伊藤聡志、原田弘章、山田芳文「圧縮センシングの MRI マルチスライス撮像応用における画像再構成条件と再生像品質の関連」『Medical Imaging Technology』第32巻第2号、2014年、123-131頁。
- 朝比奈諒、藤居昭吾、山本悦治「圧縮センシングによる MRI 画像シミュレータの高速化」『Medical Imaging Technology』第32巻第3号、2014年、212–221、doi:10.11409/mit.32.212。
- 苫米地大、et al.「圧縮センシングに基づく画像の自己相関性を利用したカラー画像の再構成」『電子情報通信学会論文誌 D』第97巻第9号、2014年、1456-1458頁。(要購読契約)
- 篠原 広行、橋本 雄幸『圧縮センシングＭＲＩの基礎 （画像再構成シリーズ）』医療科学社、2016年6月。ISBN 9784860034795。